# De la Volonté dans la nature
De la volonté dans la nature est un ouvrage publié en 1836 par Arthur Schopenhauer dans lequel l'auteur confronte son intuition fondamentale telle qu'il l'a exposée dans son ouvrage majeur, Le Monde comme volonté et comme représentation, avec les développements des sciences au cours du premier tiers du XIXe siècle.
Schopenhauer indique composer l'ouvrage après un hiatus de 17 ans suivant la composition du Monde, il exclut volontairement la traduction latine de Sur la vue et les couleurs publiée aux Scriptores ophthalmologici minores. Selon Jean-Pierre Deschepper : « Après l'insuccès du Monde comme volonté et comme représentation (1818), Schopenhauer publie en 1836, avec une intention nettement polémique dirigée surtout contre Hegel, De la volonté dans la nature, dont voici la première traduction française intégrale [en 1969]. Mineure par rapport au Monde, cette œuvre présente un bon raccourci de la doctrine de Schopenhauer : alors que la représentation ne peut exister sans la volonté, il existe même, et nécessairement, une volonté sans connaissance, commune à tous les niveaux de son objectivation ; c'est la force vitale, universelle, inconsciente, à laquelle tous les phénomènes les plus complexes de l'univers sont réductibles. À cette volonté, qui est la chose en soi kantienne, l'essence de l'univers, non soumise au principe de raison, s'oppose donc la conscience, qui ne saisit les choses qu'à travers les déformations du temps, de l'espace et de la causalité. (…) »

## Table des matières
Le livre comprend 10 parties précédées d'une introduction et d'une préface à la seconde édition de 1854 :
- Physiologie et pathologie
- Anatomie comparée
- Physiologie végétale
- Astronomie physique
- Linguistique
- Magnétisme animal et magie
- Sinologie
- Perspectives sur l'éthique
- Conclusion.

Le chapitre « Magnétisme animal et magie » fera l'objet de développements dans les Parerga et Paralipomena publiés en 1851.

## Édition en français
- De la Volonté dans la nature, traduction et introduction d’Édouard Sans, PUF, collection « Quadrige », 1969.